# أندريهفالدو دي جيسوس سانتوس
أندريهفالدو دي جيسوس سانتوس (مواليد 10 فبراير 1992) هو لاعب كرة قدم برازيلي.

## وصلات خارجية
- أندريهفالدو دي جيسوس سانتوس على موقع رابطة كرة القدم اليابانية للمحترفين (اليابانية)
- أندريهفالدو دي جيسوس سانتوس على موقع قاعدة بيانات كرة القدم.إي يو (الإنجليزية)
- أندريهفالدو دي جيسوس سانتوس على موقع Soccerway.com (الإنجليزية)
- أندريهفالدو دي جيسوس سانتوس على موقع عالم كرة القدم.نت (الإنجليزية)